# Santiago Atitlán
Santiago Atitlán é uma cidade da Guatemala do departamento de Sololá.